# Gymnosoma filiola
Gymnosoma filiola är en tvåvingeart som beskrevs av Friedrich Hermann Loew 1872. Gymnosoma filiola ingår i släktet Gymnosoma och familjen parasitflugor. Inga underarter finns listade i Catalogue of Life.